# Tweede Kamerverkiezingen 1977/Kandidatenlijst/RPF
Dit is de kandidatenlijst voor de Tweede Kamerverkiezingen 1977 van de Reformatorische Politieke Federatie (RPF). De partij had een lijstverbinding met de SGP en het GPV.

## De lijst
1. Jan Rietkerk - 48.981 stemmen
2. Aad Wagenaar - 291
3. P. Langeler - 92
4. G. Broere - 426
5. W. Meijer - 106
6. L. van Klinken - 74
7. J.A.E. Vermaat - 447
8. Jan Velema - 868
9. C.J. Smits - 67
10. B.S. van der Bijl - 37
11. A. Kadijk - 40
12. Feike ter Velde - 81
13. Harmen Veltman - 52
14. A. Verhoeff - 296
15. H. Roffel - 31
16. D. Schouten - 60
17. H.J. Colijn - 34
18. M.J.J. van der Vloed-Heemskerk - 106
19. L.J. Allaart - 21
20. W. Hartman - 30
21. D. van der Meer - 15
22. A. Koppelman - 43
23. J. Kolthof - 32
24. C.N.G. Jansen-van Prooijen - 47
25. H. Bisschop - 35
26. J.C. van der Pas - 38
27. J. Passchier - 18
28. E. van der Heide-van Rennes - 56
29. D. Kok - 99
30. J. Schelhaas - 697

CDA · PvdA · VVD · PPR · CPN · D'66 · DS'70 · SGP · Boerenpartij · GPV · PSP · RKPN · DAC · Federatie Bejaardenpartijen Nederland · Partij van de Belastingbetalers · SP · NVU · Verbond tegen Ambtelijke Willekeur · Europese Conservatieve Unie · Lijst 18 (kieskring IX) · KENml · RPF · NMP · Lijst 22
1977 · 1981 · 1982 · 1986 · 1989 · 1994 · 1998